# GPT/GPY
GPT/GPY – родовища вуглеводнів на заході Єгипту, розробкою яких займається державна General Petroleum Company (GPC).
Наприкінці 1960-х у Західній пустелі Єгипту виявили значне нафтогазове родовище Абу-Ель-Гарадік, що одночасно стало першим підтвердженням нафтогазоносності осадового басейну Абу-Ель-Гарадік. В наступні кілька років різні компанії узялись за проведення тут розвідувальних робіт, проте результати останніх не задовольнили інвесторів, оскільки передусім свідчили про наявність у басейні ресурсів газу. За повної відсутності у Єгипті внутрішнього ринку блакитного палива розробка цього ресурсу не видалась інвесторам перспективною. В таких умовах єгипетський уряд вирішив самостійно узятись за пошук та залучення до господарського використання газових родовищ Західної пустелі.   
Перший етап розвідки виконали із використанням коштів Світового банку, отримана від якого позика дозволила в 1980 – 1984 роках спорудити 5 розвідувальних (на структурах X, T, L, H та AA) та 4 оціночні свердловини. Вже друга розвідувальна свердловина, завершена у 1981 році, дозволила виявити два комерційні газоконденсатні поклади, що фактично стало відкриттям родовища, відомого як General Petroleum T field або GPT. Тим часом єгипетська компанія розпочала другий етап буріння, який відбувався за власні кошти, і наприкінці того ж року перша ж свердловина виявила на структурі Y родовище GPY.
Можливо відзначити, що обидва родовища знаходились на великій антиклінальній структурі Абу-Сеннан, яка витягнулась з південного заходу на північний схід (паралельно до антиклінальної структури згаданого вище родовища Абу-ель-Гарадік) на 45 км та включає локальні субструктури Південно-Західний-Сеннан, T, X, Y та Z. При цьому у 1985 році на південний захід від GPT відкрили нафтове родовище SWT («Південно-західне Т»), яке також залишилось за GPC. А от що стосується структури Z, то, незважаючи на кілька пробурених GPC свердловин, її так і не визнали комерційним відкриттям і лише у першій половині 2010-х після проведеної дорозвідки тут розпочав видобуток консорціум компаній на чолі з Kuwait Energy (ліцензійний блок Абу-Сеннан).
У тій же першій половині 1980-х розміри та запаси GPT та GPY були уточнені за рахунок спорудження 19 та 11 оціночних свердловин відповідно (лише дві з них були пробурені за рахунок кредиту Світового банку, тоді як інші споруджувались коштом самої GPC). При цьому у 1984 році запаси родовища GPT визначили на рівні 32 млн барелів рідких вуглеводнів (підтверджені та ймовірні) та 4,1 млрд м3 неасоційованого газу (приблизно половина підтверджені), тоді як для GPY ці показники становили 77 млн барелів рідких вуглеводнів (підтверджені, ймовірні та перспективні) і 1,4 млрд м3 неасоційованого газу (майже всі підтверджені). Запаси асоційованого газу при цьому були оцінені як незначні.
Поклади вуглеводнів родовищ пов’язані із формаціями верхньої та середньої крейди Абу-Роаш та Бахарія. При цьому для Абу-Роаш нафта та газ виявлені у шістьох горизонтах (з B по G) туронського та сеноманського ярусів та відсутні лише у коньякському горизонті А, а горизонт Абу-Роаш F одночасно розглядається як один із материнських. Іншою материнською формацією є ще одна формація крейдового періоду Харіта. Дослідження також показали високу пористість та насиченість газом формації Хоман (так само пізня крейда), яка залягає вище від Абу-Роаш, втім, станом на середину 2010-х цей об’єкт все ще розглядався лише як перспективне джерело.
Спершу незначні обсяги видобутої GPC продукції (як рідких вуглеводнів, так і газу) транспортувались на розташований неподалік виробничий майданчик компанії GUPCO, яка здійснювала розробку родовища Абу-ель-Гарадік. Втім, задля нарощування видобутку проклали газопровід GPT – Амірія, який став до ладу в 1990 році, а також побудували власні газопереробні потужності, відомі як завод вилучення конденсату Абу-Сеннан.